# 交響詩 (さだまさしのアルバム)
『交響詩』（こうきょうし）は、1995年12月21日に発売されたさだまさしのライヴ・アルバムである。

## 解説
『交響詩』は1995年7月15、16日にオーチャードホールで行われたコンサート「Symphonic Folk Concert さだまさし with 東京ニュー・フィルハーモニック管弦楽団」のライヴ録音である。
16年ぶりのクラシック音楽のオーケストラとの競演盤である。指揮・音楽監督は渡辺俊幸、「親父の一番長い日」のみゲスト出演の山本直純が指揮している。
『さだまさし白書〜リサイタル'92〜』、『LIVE二千一夜』、『のちのおもひに』と3作続けて完全収録に近い形でライヴ・アルバムをリリース続けていたが、本作はかなり編集のなされた形でのリリースとなった。

## 収録曲

### Disc 1
1. 北の国から（Overture）
2. 主人公
3. トーク1
4. 桜散る
5. 惜春
6. つゆのあとさき
7. 線香花火
8. 風の篝火
9. 浜千鳥
作詞：鹿島鳴秋、作曲：弘田龍太郎
10. 浜辺の歌
作詞：林古渓、作曲：成田為三

### Disc 2
1. フレディもしくは三教街- ロシア租界にて -
編曲：吉田弥生
2. 秋桜
3. 秋の虹
4. 烈
5. トーク2
6. 親父の一番長い日
編曲：山本直純
7. トーク3
8. 防人の詩
9. 風に立つライオン

特記以外、作詩・作曲：さだまさし、編曲：渡辺俊幸